# Necydalis mellita
Necydalis mellita – gatunek chrząszcza z rodziny kózkowatych. 

## Zasięg występowania
Gatunek ten występuje we wsch. części Ameryki Płn..

## Morfologia
Osiąga 12-22 mm długości ciała.

## Biologia i ekologia
Larwy żerują w nierozłożonym drewnie twardzielowym dębów, kasztanów i czasem sosen.